# Bulbophyllum languidum
Bulbophyllum languidum là một loài phong lan thuộc chi Bulbophyllum.